# Reggenza di Garut
La Reggenza di Garut (in indonesiano Kabupaten Garut) è una reggenza (kabupaten) dell'Indonesia situata nella provincia di Giava Occidentale.